# Aulo Postumio Albino (console 151 a.C.)
Aulo Postumio Albino  (latino: Aulus Postumius Albinus) (fl. II secolo a.C.) è stato un politico e scrittore romano.

## Biografia
Molto probabilmente era figlio di Aulo Postumio Albino Lusco; fu pretore nel 155 a.C. e console nel 151 a.C. con Lucio Licinio Lucullo, venendo entrambi imprigionati dai tribuni della plebe per l'eccessiva severità durante il reclutamento.
Si interessò fin da giovane alla cultura e alla lingua greche e scrisse una storia di Roma in greco, che è andata perduta. Nella prefazione a questo libro, si scusò con i suoi lettori nel caso avessero trovato errori nell'uso della lingua greca, adducendo come giustificazione il fatto che la sua lingua madre era il latino, ma questo gli causò derisioni da parte di vari autori.